# Maurice Ligot
Maurice Ligot, né le 9 décembre 1927 à Niort (Deux-Sèvres) et mort le 29 octobre 2022 à Cholet (Maine-et-Loire), est un homme politique français.
Il est député CNIP puis UDF du Maine-et-Loire de 1973 à 2002 et maire de Cholet de 1965 à 1995. De 1976 à 1978, il est secrétaire d'État à la fonction publique dans le premier gouvernement Barre puis dans le second. En 1988, il est le cofondateur avec Jean Auroux, ancien ministre et maire de Roanne, de la Fédération des maires des villes moyennes, devenue Fédération des villes de France en 2014.

## Biographie

### Jeunesse et études
Maurice Ligot est le fils de Maurice Alexandre Ligot (1894-1951), né à Cholet et de Madeleine Rousseau (1897-1990), née à Angers, fille de Guillaume Rousseau, industriel de la tannerie.
Il étudie à l'Institut d'études politiques de Paris puis à l'École nationale d'administration (ENA).

### Carrière
Maurice Ligot est chargé de mission à la présidence de la République pour les affaires africaines et malgaches, auprès de Jacques Foccart, un des plus proches conseillers de Charles de Gaulle. Ensuite, il exerce la fonction de chef de cabinet du ministre de l'Intérieur, Roger Frey. Appelé au gouvernement par le président Valéry Giscard d'Estaing, auprès du Premier ministre Raymond Barre, il œuvre en qualité de secrétaire d'État chargé de la fonction publique de 1976 à 1978. Maire de la ville de Cholet de 1965 à 1995, il siège à l'Assemblée nationale comme député du Maine-et-Loire de 1973 à 2002.
Il s’oppose à l'autorisation de l'avortement en 1975 et s’attire ensuite les foudres de Simone Veil à propos d’un projet de loi sur la condition féminine.
À la fin du XIXe siècle, Célestin Port fait remarquer que Cholet ne possède ni musée ni bibliothèque. Il a fallu un siècle, selon Geoffrey Ratouis, pour que la ville de Cholet se dote d'une bibliothèque. Après Léon Pissot, la question est toujours d'actualité quand Maurice Ligot accède au poste de maire. En 1976 la nouvelle mairie ouvre ses portes, face au jardin du mail. En 1969 le parc Perroteau accueille les premiers livres ; en 1975, le premier bibliobus sillonne la ville ; c'est en 1984 que plus de trente mille titres sont mis à disposition dans la nouvelle médiathèque-bibliothèque municipale Élie Chamard, contigüe au nouvel hôtel de ville. Va suivre le nouveau musée d'art et d'histoire.
L'ancien hôpital-hospice de la rue Tournerit à Cholet, enregistre le départ des dernières religieuses en 1970 . Très attendu, le nouveau centre hospitalier est inauguré, rue de  Marengo, par le député-maire Maurice Ligot le 15 mars 1977.

### Mort
Maurice Ligot meurt à Cholet le 29 octobre 2022,, à l'âge de 94 ans. Ses funérailles sont célébrées le 4 novembre 2022, dans l’église Notre-Dame de Cholet suivies de son inhumation au cimetière de la Croix de Bault, dans la même ville.

## Mandats et fonctions politiques
- député du Centre national des indépendants et paysans (CNI) puis de l'Union pour la démocratie française (UDF) du Maine-et-Loire de 1973 à 1976 et de 1978 à 2002 (à la suite de son entrée au gouvernement, il est remplacé à l'Assemblée nationale par son suppléant Jean Huchon entre 1976 et 1978)[9] ;
- maire de Cholet de 1965 à 1995 ;
- président (direction collégiale) du CNI de 1979 à 1980 ;
- secrétaire général du CNI de 1980 à 1981.

## Fonctions gouvernementales
- secrétaire d'État à la Fonction publique dans le premier gouvernement Barre du 27 août 1976 au 29 mars 1977 ;

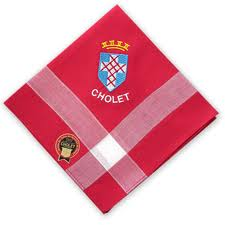
Le mouchoir rouge de Cholet, dont l'usage a été notamment popularisé par Maurice Ligot.

- secrétaire d'État à la Fonction publique dans le second gouvernement Barre du 29 mars 1977 au 31 mars 1978[10].

## Publications
- Maurice Ligot, Les accords de coopération entre la France et les États africains et malgache d'expression française, Paris, La Documentation française, 1964, 183 p. (ASIN B0000DTN2F) ;
- Maurice Ligot, Un territoire, une passion, Paris, Éditions France-Empire, 1993, 293 p. (ISBN 978-2-7048-0722-2, BNF 35565764) ;
- Maurice Ligot, 1965-1995, l'audace d'une ville : Cholet, Maulévrier, Hérault, 1995, 116 p. (ISBN 978-2-7407-0095-2, BNF 35813904) ;
- Maurice Ligot, Contributions parlementaires pour l'élargissement de l'Union européenne : Chypre, Lituanie et Turquie : Rapport d'information de l'Assemblée nationale, Paris, La Documentation française, 2002, 77 p. (ISBN 978-2-11-109428-4) ;
- Maurice Ligot, Osez entreprendre, Nantes, Librairie Coiffard, 2003, 256 p. (ISBN 978-2-910366-41-4) ;
- Maurice Ligot, Un maire, une ville, Aix-en-Provence, Persée, 2015, 320 p. (ISBN 978-2-8231-1102-6) ;
- Maurice Ligot, Édouard Corniglion-Molinier, un paladin au XXe siècle, Paris, Les 3 Colonnes, 2019, 226 p. (ISBN 978-2-37480-174-2, BNF 45748833).

Maurice Ligot a aussi écrit quelques  articles pour le Bulletin de la société des sciences, lettres et arts de Cholet (SLA), dont :
- L'abbé Luçon, curé de la Jubaudière (1932, pages 49 à 70) ;
- L'enfance et la jeunesse vendéenne du Cardinal Luçon (1934, pages 289 à 301) ;
- La commune rurale, ses origines, son histoire (1936, pages 97 à 123) ;
- Maire de campagne (1941, pages 13 à 38) ;
- Stofflet (1945-46-47, pages 25 à 55) ;
- La situation économique et sociale des industries angevines et choletaises sous la monarchie de juillet et durant l'année 1848 (1948-49, pages 93 à 101) ;
- La SLA, un élément essentiel de la promotion culturelle de notre région (1981-83, pages 9 à 10).

## Hommages
Florence Ganivet lui rend hommage en 2004 en ces termes : Maurice Ligot déclare « Cholet est un peu comme mon enfant ». Il n'en est plus maire mais sa passion pour la ville qu'il a administrée pendant trente ans semble toujours aussi grande. Pour preuve, il publie — après son retrait de l'hôtel de ville (1965-1995) — L'Audace d'une ville : Cholet et Osez entreprendre, un ouvrage à l'attention des acteurs potentiels du développement local. « J'avais fait ma première campagne, en 1965 » en expliquant que Cholet ressemblait à un orchestre de talent auquel il manquait un chef. « Petit à petit, le Cholet moderne est né », explique Maurice Ligot, en guise de compte rendu de mandature. À 76 ans, l'ancien député UDF du Maine-et-Loire préside encore l'Association pour la route Nantes-Poitiers-Limoges, ainsi que le Club des grands aménageurs qu'il a fondé pour faire bouger Cholet.
Maire de Cholet de 1965 à 1995, après Victor Marie Baudry (lui en plusieurs périodes), il détient, le record de fidélité continue des Choletais, avec ses trente années d'affilée comme maire de Cholet.
En 2003, il est fait chevalier de la Légion d'honneur par le ministre des transports, Gilles de Robien.
Le 1er novembre 2022, Le Courrier de l'Ouest lui rend hommage sur un numéro spécial de quatre pages : Maurice Ligot 1927-2022.
Selon Michel Debarre : « Maurice Ligot a complétement transformé Cholet en lui donnant beaucoup d'atouts pour réussir sur le plan social et économique ». Adversaire historique au sein du conseil municipal, Emile Coutelleau souligne : « Il était très ouvert et a toujours respecté l'opposition dont je faisais partie... Je garde un très bon souvenir de ces deux mandats comme conseiller municipal ».